# Alter Friedhof (Offenbach am Main)

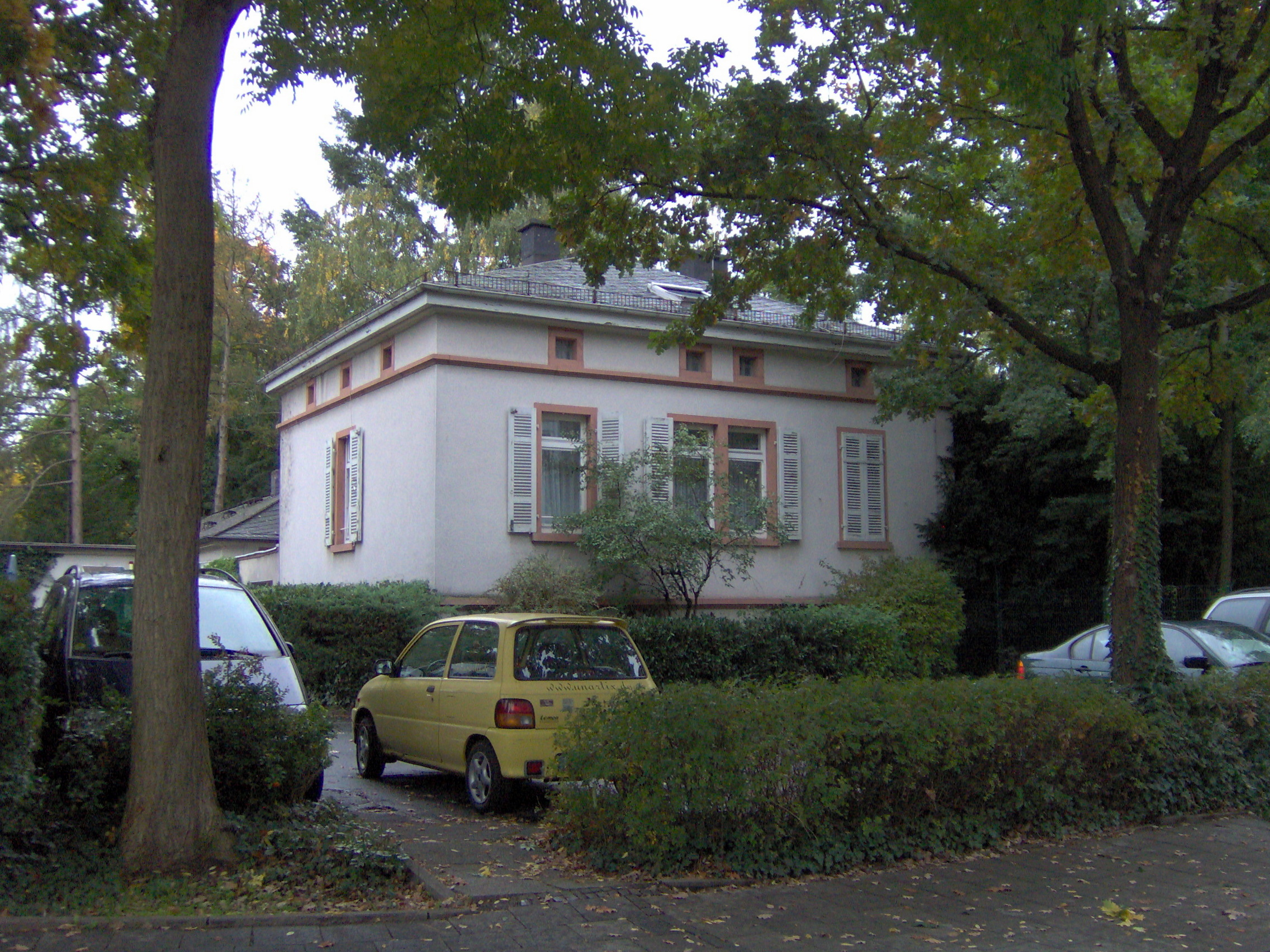
Friedhofstraße 21

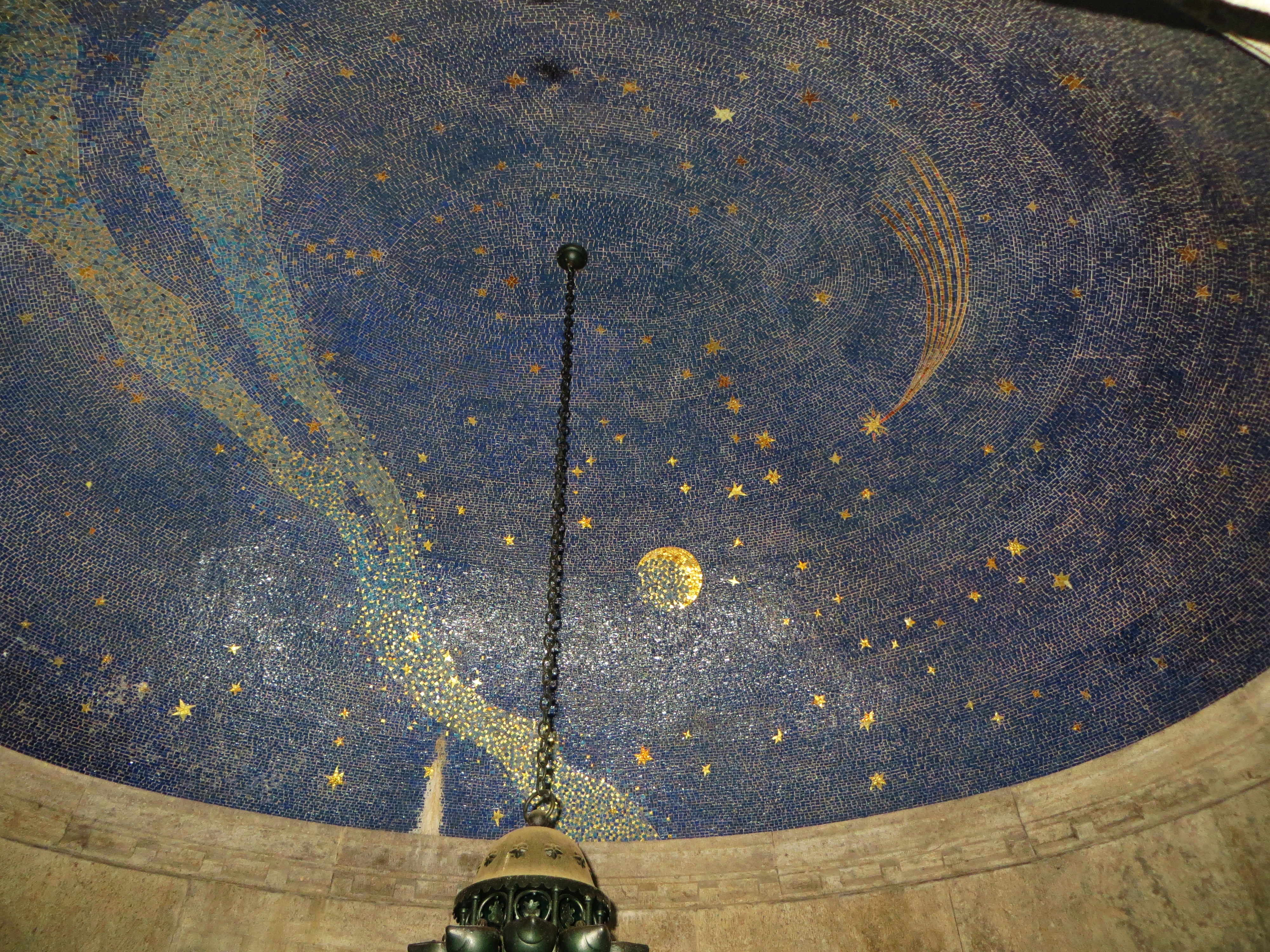
Kuppelmosaik im Krumm-Mausoleum

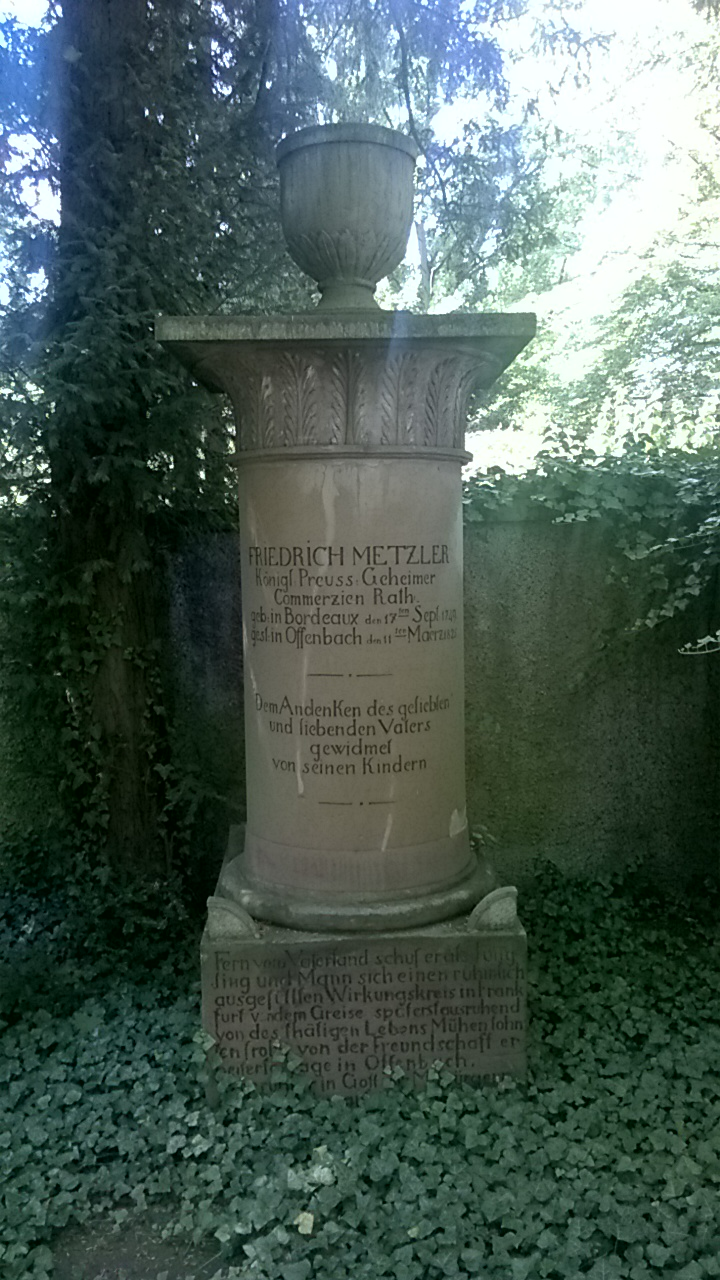
Grab Friedrich Metzler

Der Alte Friedhof ist ein Friedhof von Offenbach am Main. Er steht als Gesamtanlage unter Denkmalschutz.

## Geschichte
Ursprünglich wurden die Toten in Offenbach auf dem Kirchhof der Schlosskirche zu Grabe getragen. Von diesen Beerdigungen sind nur noch Bodenfunde nachweisbar. Um 1700 wurde stattdessen ein Friedhof außerhalb der Stadt vor dem Hanauer Tor angelegt. Nach dem Befreiungskriegen hatten die Stadtmauern ihre militärische Bedeutung verloren und das Hanauer Tor wurde abgerissen. Die Stadt dehnte sich nun über die alten Stadtmauern hinaus aus. Die Stadt entschied daher 1828 einen neuen, größeren Friedhof auf freiem Gelände östlich der Stadt, dem heutigen Alten Friedhof, einzurichten. Der Friedhof wurde 1832 eingerichtet. 1843 erfolgte der Bau der ersten Aufbahrungshalle. 1860 wurde der Friedhof erweitert und so die Fläche verdoppelt.
Der heutige Eingang mit zwei Kopfbauten beidseits des Haupttores wurde 1882/83 durch Stadtbaumeister Raupp geschaffen. Die Seitengebäude sind spätklassizistische Verwaltungs- und Wohngebäude. 1888 wurde eine halboffene Leichenhalle erbaut. 1891/92 eines der ersten Krematorien Deutschlands errichtet. Es ist nicht mehr erhalten. Ab 1906 wurde die westliche Erweiterungsfläche nach Plänen des Gartenbaudirektors Ferdinand Tutenberg parkartig umgestaltet. 1911 wurde die Versammlungs- und Leichenhalle mit Portalschmuck in den Formen des späten Jugendstils sowie des Neuklassizismus umgebaut.
1939 erfolgte die Eröffnung des neuen Friedhofs. Seit 1998 sind wieder Urnenbeisetzung auf dem Alten Friedhof möglich.

## Das Krematorium
Aus religiösen Gründen war die Feuerbestattung in Deutschland bis zum Ende des 19. Jahrhunderts unüblich. 1878 wurde das erste Krematorium, das Krematorium Gotha eingeweiht. 1899 wurde das fünfte Krematorium Deutschlands in Offenbach in Betrieb genommen. Das Gebäude besteht nicht mehr. In die Friedhofsmauer sind Türen des damaligen Krematoriums eingelassen.

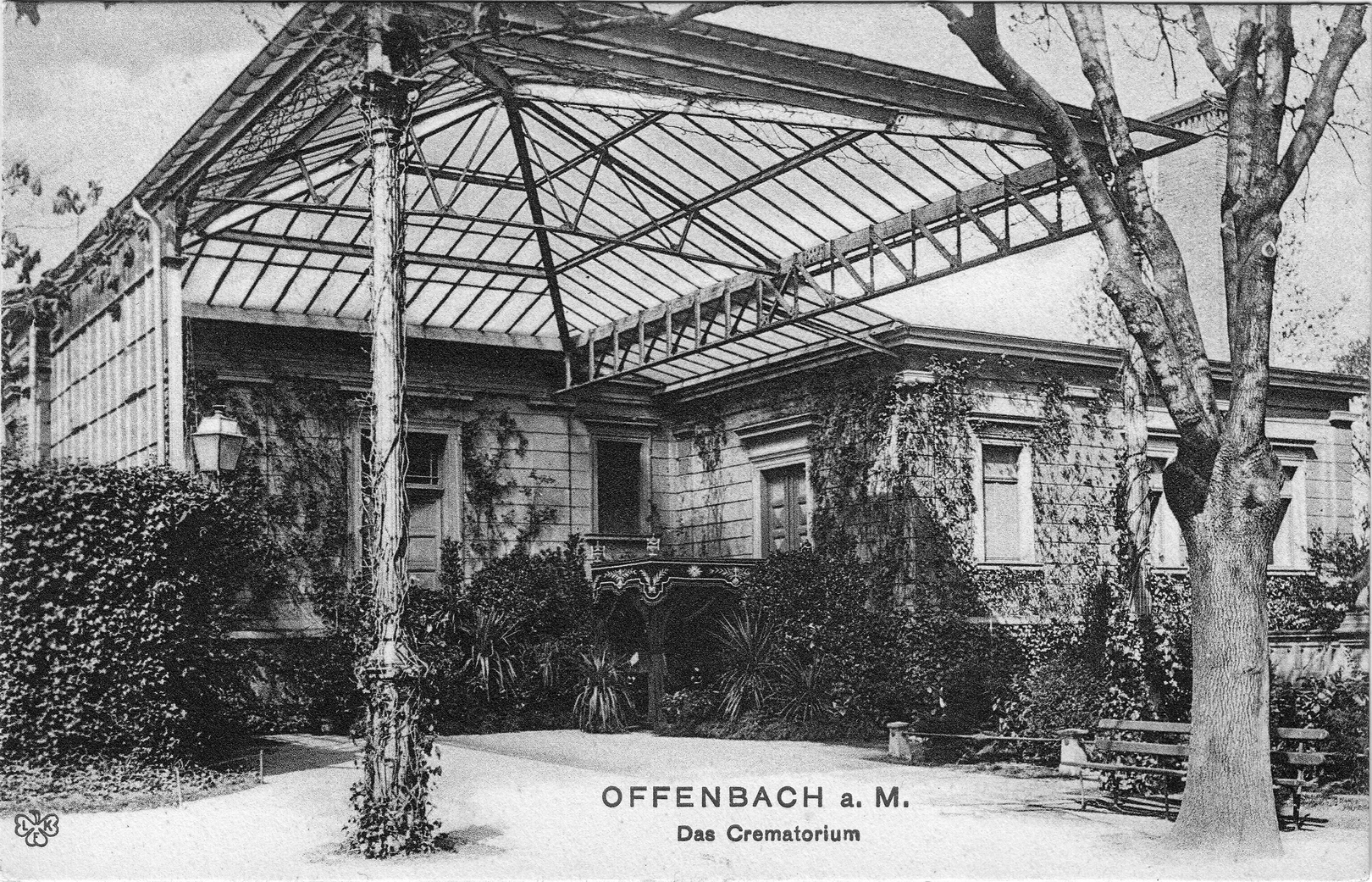
Bild des Krematorium aus 1905
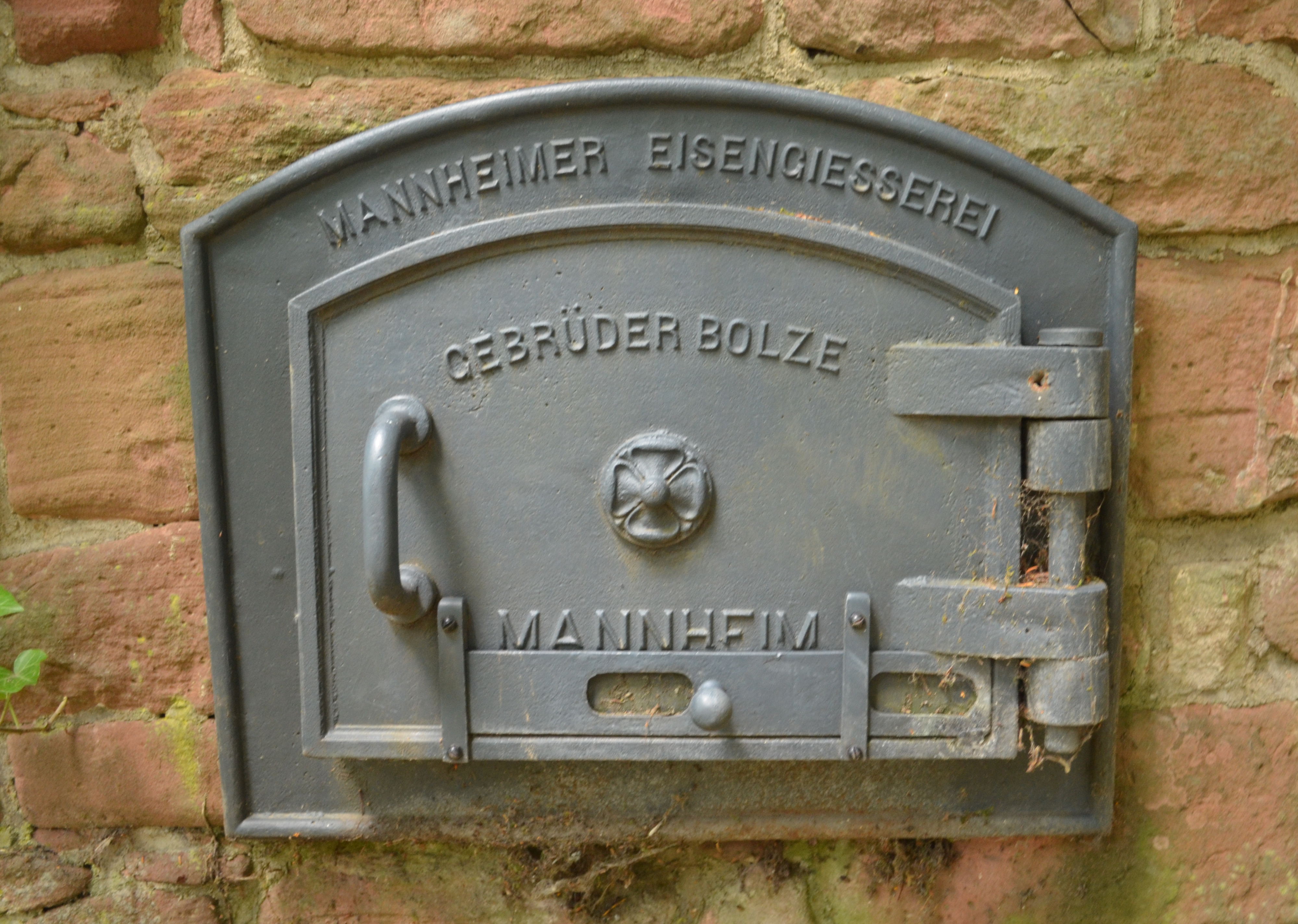
Tür des ehemaligen Krematoriums

## Jüdischer Teil des Friedhofs

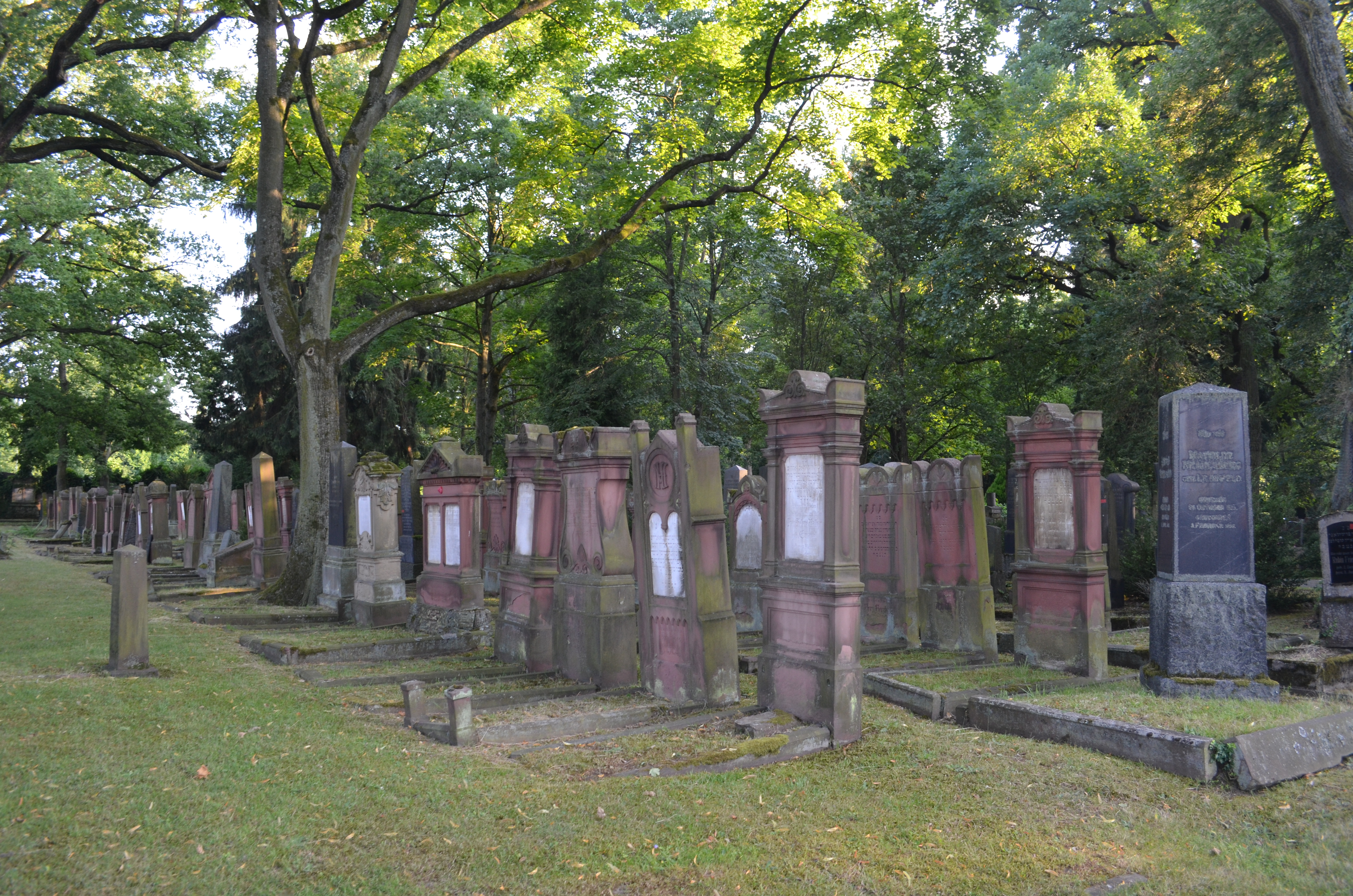
Jüdischer Teil des Friedhofs

Bei der Vergrößerung des Friedhofs 1860 wurden die beiden östlichsten Felder als künftiger jüdischer Friedhof eingeplant. Der seit 1708 bestehende jüdische Friedhof an der Bismarckstraße lag nun innerhalb der Bebauungsgrenze.
Im Gegensatz zum christlichen Teil des Friedhofs wurde hier aus religiösen Gründen auf bildliche Darstellungen verzichtet. Einzige Ausnahme ist das Ehrengrab von Ludo Mayer (J. Mayer & Sohn). Dieses repräsentative Denkmal befindet sich an der Mauer am Kopfende der Hauptachse des Friedhofs.

## Denkmale

### Gräberfeld der in Offenbacher Lazaretten verstorbenen Soldaten des Ersten Weltkriegs
Das Zentrum des Ehrenfriedhofs bildet das Gräberfeld der in Offenbacher Lazaretten verstorbenen Soldaten des Ersten Weltkriegs. In der Mitte befindet sich ein großes Holzkreuz. Die einheitlich gestalteten Grabsteine der Toten sind in parallelen Reihen an beiden Seiten des Kreuzes angeordnet.

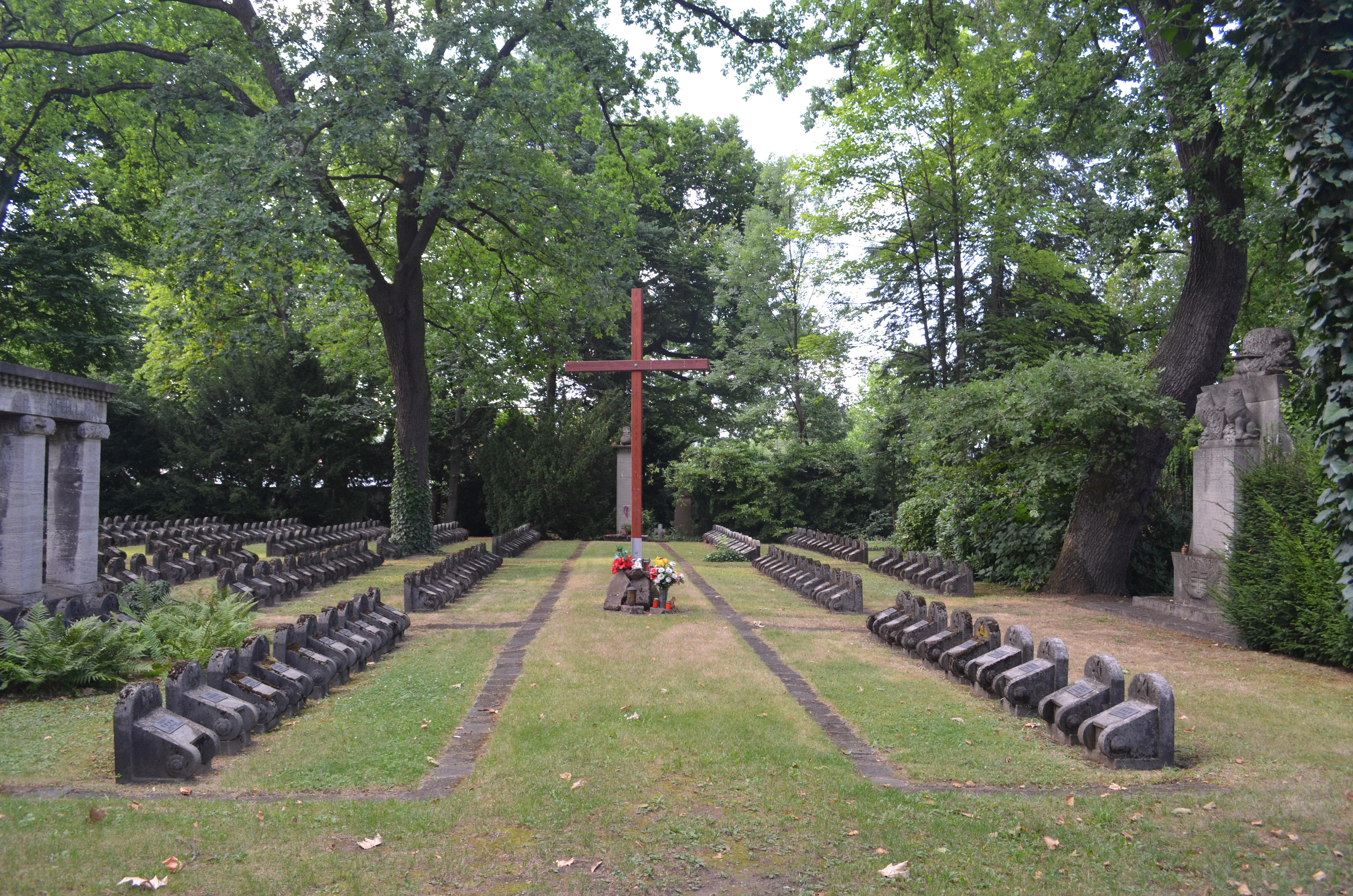
Gräberfeld der in Offenbacher Lazaretten verstorbenen Soldaten des Ersten Weltkriegs
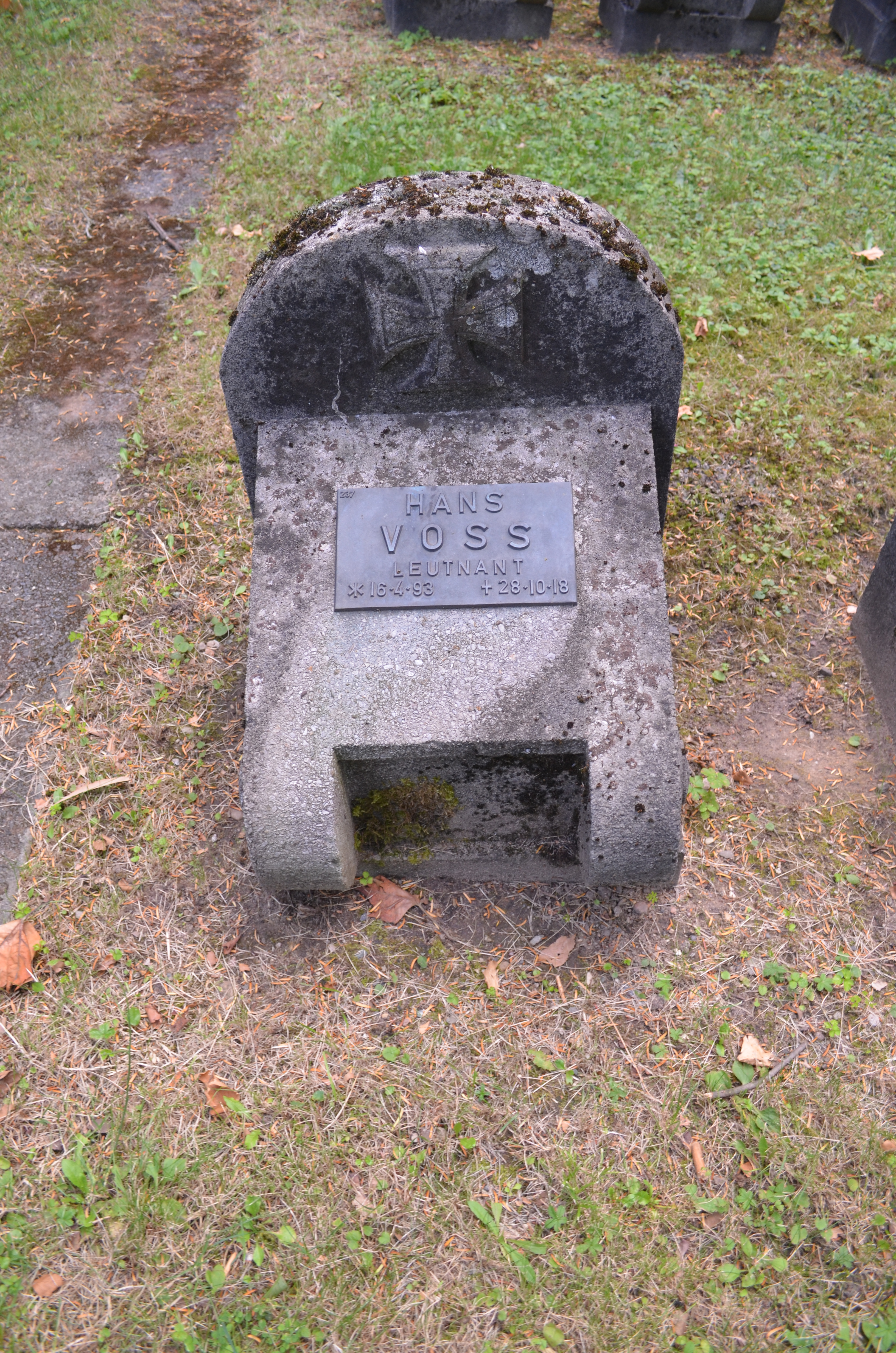
Einzelgrabstein auf dem Gräberfeld

### Denkmal für die Gefallenen des Deutsch-Französischen Kriegs

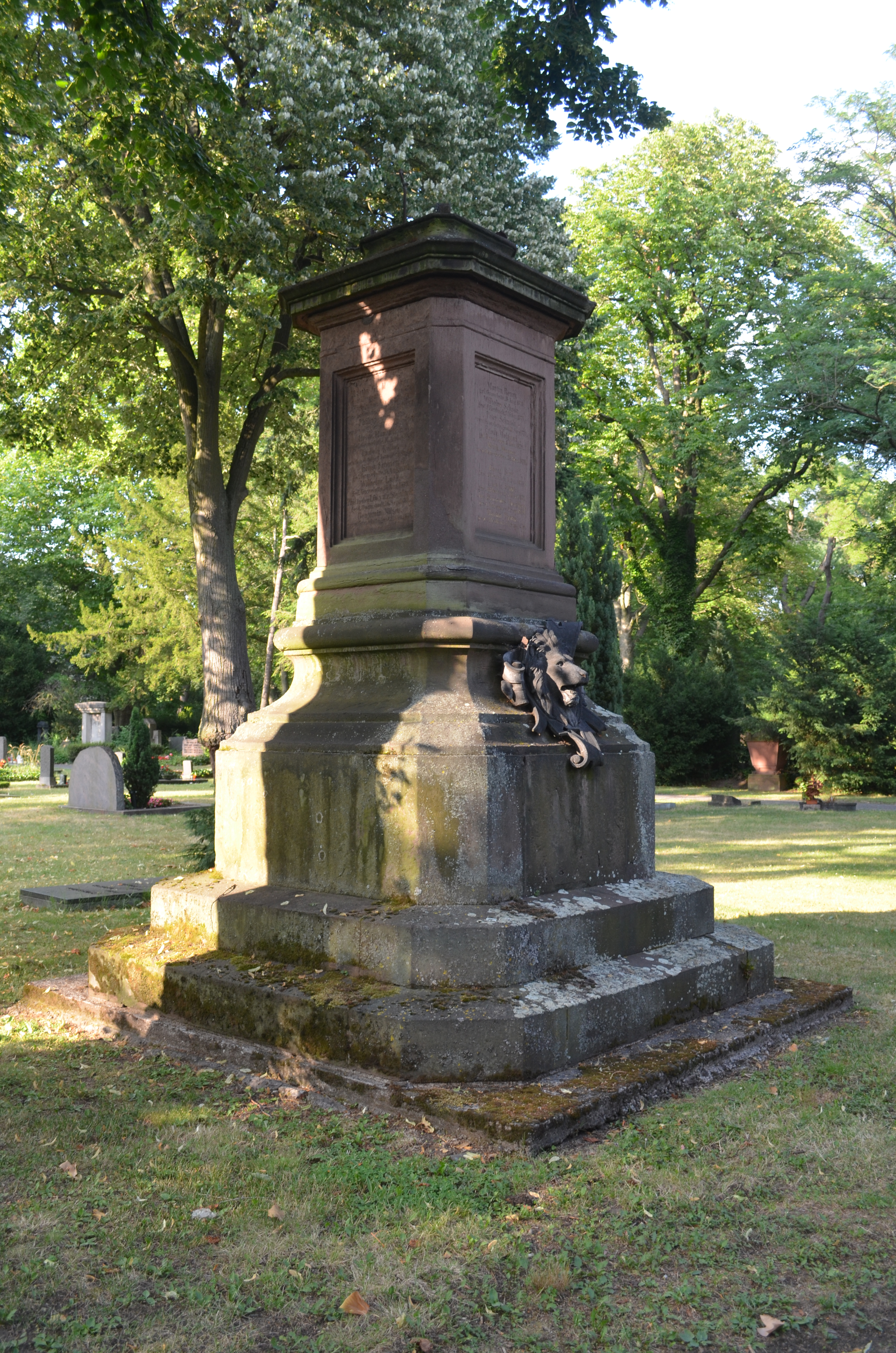
Denkmal für die Gefallenen des Deutsch-Französischen Kriegs

Das Denkmal für die Gefallenen des Deutsch-Französischen Kriegs wurde 1877/78 vom Offenbacher Bildhauer Josef Keller geschaffen und auf dem Aliceplatz aufgestellt. 1957 wurde es auf den Friedhof versetzt und markiert nun die Stelle, wo sich Gräber von im Krieg 1870/71 gestorbenen Soldaten befanden. Ursprünglich war das Denkmal mit der Skulptur einer Viktoria gekrönt. Diese ist beschädigt und ihre Reste verwahrt das Haus der Stadtgeschichte.

### Elektron-Denkmal
Auf dem Ehrenfriedhofs erinnert ein Denkmal an ein Explosionsunglück 1916 bei der damaligen Firma Griesheim-Elektron in Heusenstamm, bei der zehn Personen einschließlich des Werksleiters ums Leben kamen. Das Denkmal wurde von dem Architekten Hugo Eberhardt entworfen.

### Denkmal für die Toten des Eisenbahnunglücks von 1900
Im Jahr 1900 kam es in der Nähe des Friedhofs zu einem Eisenbahnunglück. Zwei Züge stießen in dichtem Nebel zusammen und es kam zu einer Gasexplosion. Von den zwölf Todesopfern sind elf auf dem Friedhof bestattet. Die königliche Staatseisenbahnverwaltung beauftragte den Frankfurter Bildhauer Franz Krüger mit dem Entwurf eines Denkmals. Es besteht aus einem zentralen Obelisken, der auf beiden Seiten von Flammenkelchen flankiert ist. Am 6. Oktober 1902 wurde das Denkmal, welches 28.000 Mark gekostet hatte, feierlich eröffnet.

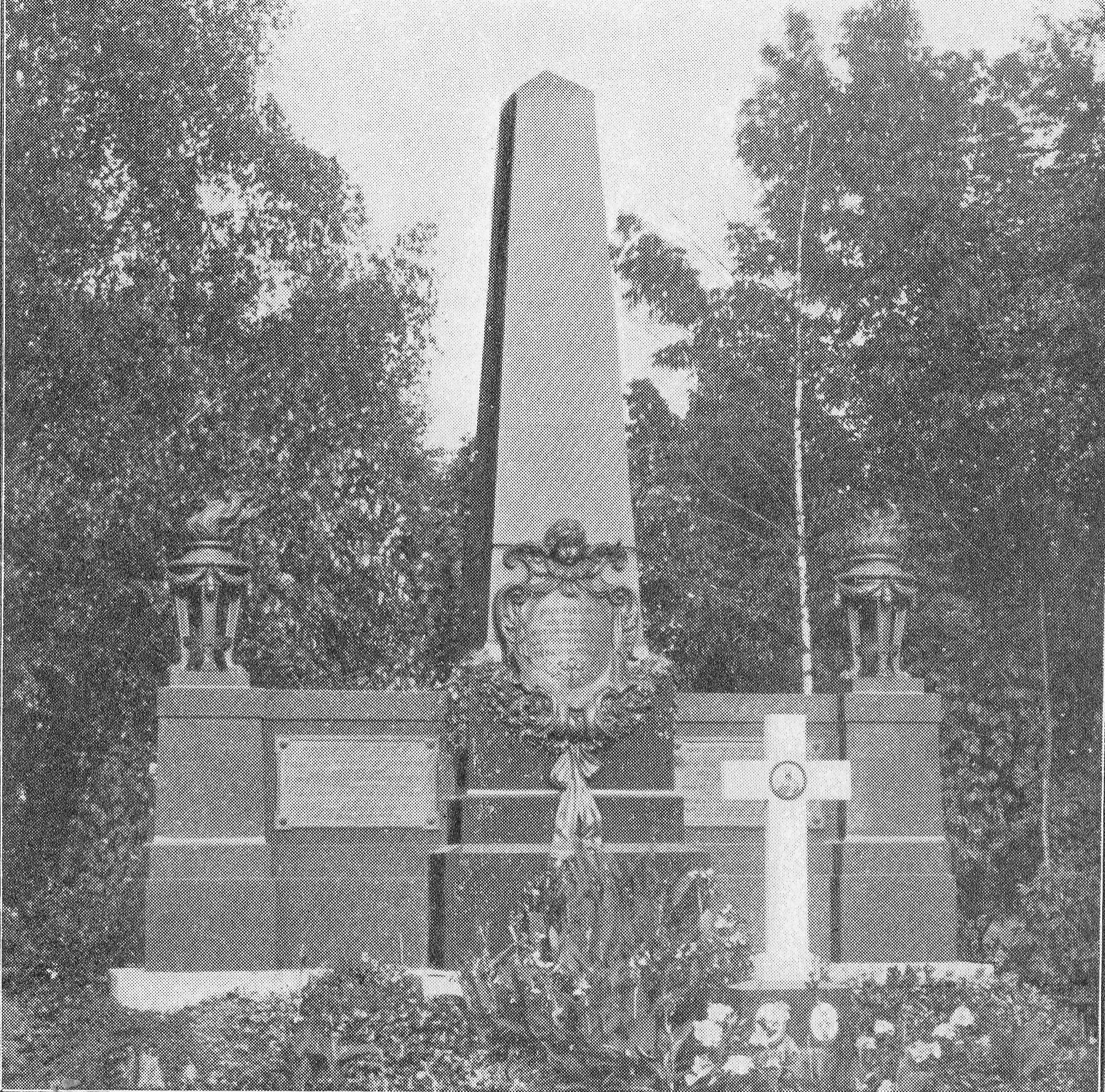
Denkmal für die Toten des Eisenbahnunglücks von 1900, Aufnahme aus dem Jahr 1905
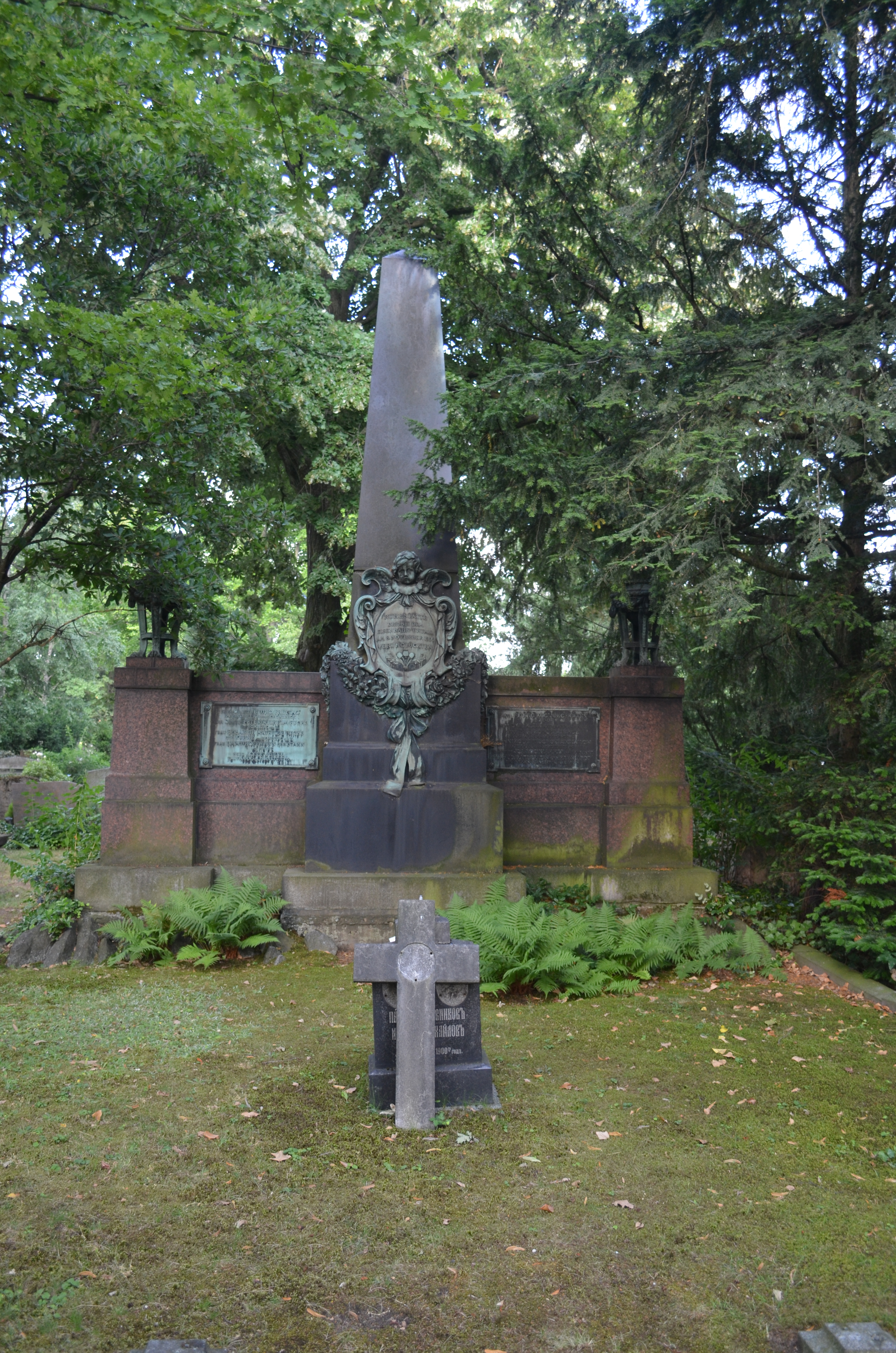
Denkmal für die Toten des Eisenbahnunglücks von 1900, Aufnahme aus dem Jahr 2017

## Beigesetzte Persönlichkeiten auf dem Friedhof
| Bild | Name(n)                                         | Jahr | Beschreibung |
| ---- | ----------------------------------------------- | ---- | --- |
|      | Julie Heraeus und Wilhelm Heraeus               |      | |
|      | Arturo Gazzera                                  |      | |
|      | Max Willner                                     |      | |
|      | Karl Ferdinand Becker                           |      | |
|      | Heinrich Krumm (1854–1912)                      |      | |
|      | Philipp Casimir Krafft                          |      | |
|      | D’Orville                                       |      | |
|      | Joseph Jean-Baptiste Albert                     |      | |
|      | Karl Gottlieb Reinhard Oehler                   |      | |
|      | Gilles André                                    |      | |
|      | Friedrich Metzler                               |      | |
|      | Carl Ulrich                                     |      | |
|      | Georg Kaul                                      |      | |
|      | Johann Daniel Manchot                           |      | |
|      | Streichholzkarlchen                             |      | Offenbacher Original, eigentlich: Karl Winterkorn |
|      | Wilhelm Knothe                                  |      | |
|      | Alfred Engelhard                                |      | |
|      | Otto Engelhard                                  |      | |
|      | August Huck                                     |      | |
|      | Karl Klingspor                                  |      | |
|      | Georg Heyne und Christoph Friedrich Ernst Heyne |      | Inhaber der Firma Gebrüder Heyne. |
|      | Johannes Lippmann                               | 1935 | Johannes Christoph Daniel Lippmann (* 14. Januar 1858 in Offenbach am Main; † 8. Februar 1935 in Darmstadt) war ein deutscher Maler und Lithograf.                                                      |
|      | Wilhelm Schramm                                 | 1909 | Wilhelm Schramm (* 20. Juni 1846 in Offenbach am Main; † 5. Mai 1909 ebenda) kam als Miteigentümer der Schramm’schen Lack- und Farbenfabrik AG zu Vermögen und war Stifter der Wilhelm-Schramm-Stiftung |
|      | Jean-Baptiste André                             | 1882 | Jean-Baptiste André war Komponist. |
|      | Johann André                                    | 1799 | Johann André (* 28. März 1741 in Offenbach am Main; † 18. Juni 1799 ebenda) war ein deutscher Musiker, Komponist und Musikverleger.                                                                     |
|      | Joseph Jean-Baptiste Albert                     | 1822 | Joseph Jean-Baptiste Albert (* 28. August 1771 in Guillestre; † 7. September 1822 in Offenbach am Main) französischer Général de division der Infanterie.                                               |

## Ehrengräber

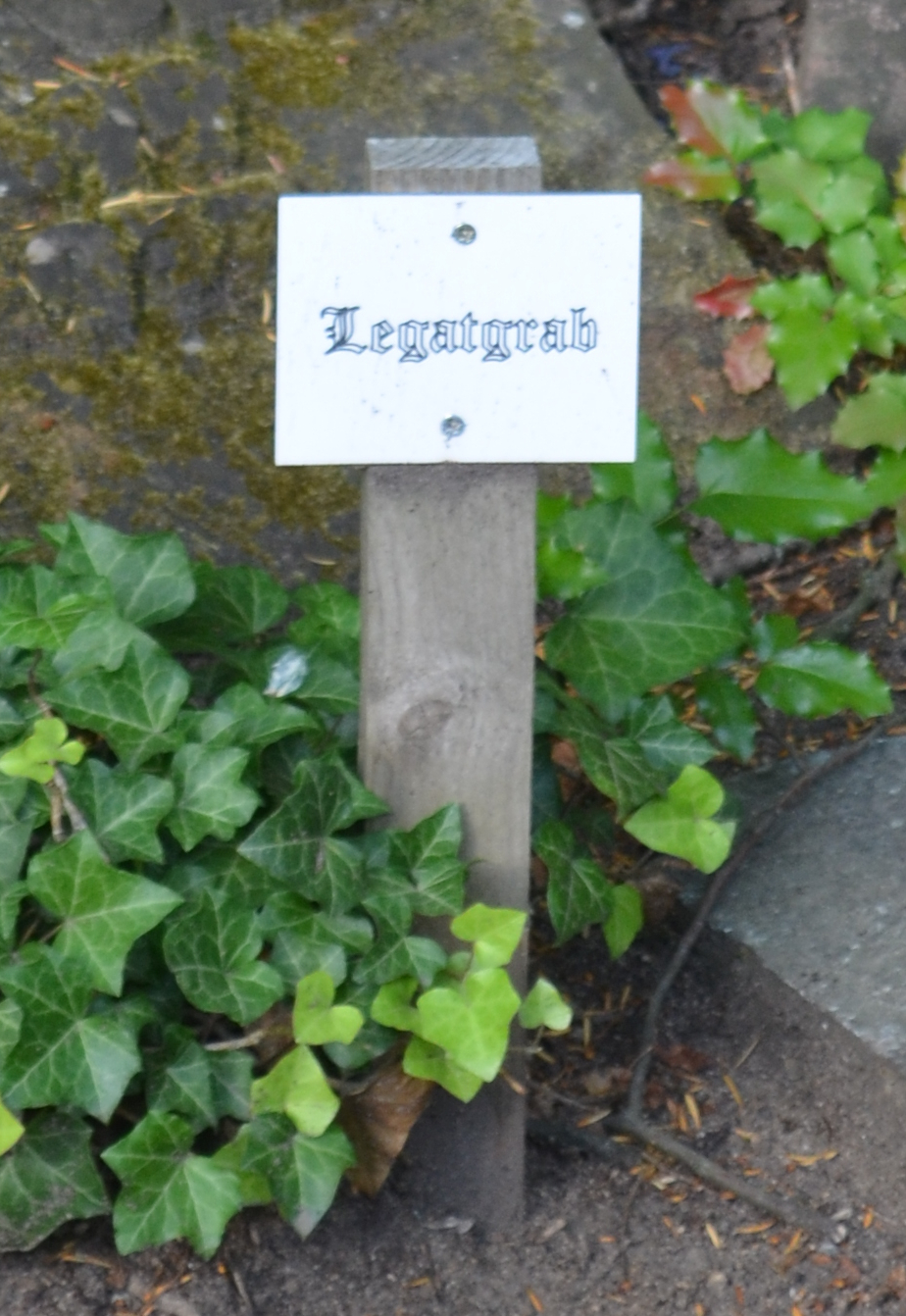
Schild Legatgrab

Gemäß § 15 der Friedhofsordnung der Stadt Offenbach kann der Magistrat in Einzelfällen Legat- oder Ehrengräber bestimmen, deren Pflege von der Stadt übernommen wird.
Die folgende unvollständige Liste nennt solche Legat- oder Ehrengräber:
| Bild | Name(n)                                 | Jahr | Beschreibung |
| ---- | --------------------------------------- | ---- | --- |
|      | Carl Ulrich                             | 1933 | Carl Ulrich war der erste Staatspräsident des Volksstaates Hessen |
|      | Franz Georg Weber                       | 1935 | Franz Georg Weber (* 21. Mai 1867 in Gießen; † 13. Oktober 1935 in Offenbach am Main) war ein Offenbacher Original bekannt unter dem Namen Maabär.                      |
|      | Ferdinand Pfaltz                        | 1919 | Fabrikant |
|      | Marie Poppert                           | 1928 | |
|      | Ludwig Riesbeck                         | 1850 | Christian Ludwig Riesbeck (1812–1850) war Maler |
|      | Franz Rech                              | 1928 | Franz Rech (* 30. April 1870; † 26. Mai 1946) war Bürgermeister von Offenbach                                                                                           |
|      | Karl Ferdinand Becker                   | 1949 | Karl Ferdinand Becker (* 14. April 1775 in Lieser; † 4. September 1849 in Offenbach am Main) war ein deutscher Arzt, Naturwissenschaftler, Pädagoge und Sprachforscher. |
|      | Schwesternschaft des Stadtkrankenhauses |      | |
|      | Josef Tintner                           |      | |
|      | Georg Neef                              | 1966 | |
|      | Ludo Mayer                              | 1917 | Ludo Mayer (* 28. April 1845; † 14. November 1917 in Bad Nauheim) war Inhaber der Firma J. Mayer & Sohn.                                                                |
|      | Leopold Bode                            | 1906 | Christian Leopold Bode (* 11. März 1831 in Offenbach am Main; † 26. Juli 1906 in Frankfurt am Main) war ein deutscher Historienmaler und Grafiker.                      |
|      | Siegfried Guggenheim                    | 1961 | Siegfried Guggenheim, Ehrenbürger der Stadt Offenbach, Rechtsanwalt und Notar, Kunstmäzen.                                                                              |
|      | Wolf Breidenbach                        | 1829 | Bankier und Hoffaktor. Er gilt als Urheber der Ablösung des Leibzolles.                                                                                                 |